# Valeriu Rusu
Valeriu Rusu (* 9. September 1935 in Mihăileanca, Bessarabien, heute Ukraine; † 4. November 2008 in Aix-en-Provence) war ein rumänischer Romanist, Rumänist und Dialektologe, der in Rumänien und in Frankreich lehrte.

## Leben und Werk
Rusu machte 1953 Abitur in Bukarest und schloss ebenda 1958 sein Philologiestudium ab. Von 1963 bis 1969 war er Mitarbeiter der Rumänischen Akademie, dann lehrte er an der Universität Bukarest und war von 1970 bis 1974 Lektor für Rumänisch in Aix-en-Provence. 1987 ging er endgültig nach Frankreich und wurde Professor für Rumänisch an der Universität der Provence Aix-Marseille I, sowie Mitglied der Académie des sciences, agriculture, arts et belles lettres d'Aix.
Rusu war Ehrendoktor der Staatlichen Universität Moldaus in Chișinău.

## Werke

### Monografien
- (mit Teofil Teaha und Ion Ionică) Noul atlas linguistic român pe regiuni. Oltenia, 5 Bde., Bukarest 1967–1984
- Graiul din Nord-Vestul Olteniei, Bukarest 1971 (“Die Sprache der Kleinen Walachei”)
- Introducere în studiul graiurilor românești, Bukarest 1977
- Dialettologia generale, Bologna 1985
- Le roumain. Langue. Littérature. Civilisation, Gap 1992
- Le roumain. Mots et images, Paris 1994

### Herausgeberschaft
- Petite anthologie de poésie roumaine moderne. Edition bilingue roumaine-française = Mica antologie de poezie romãnă modernă. Editie bilingva română-franceză. Travaux de Séminaire «Mihai Eminescu» de l'Université de Provence sous la direction de Valeriu Rusu, Bukarest 1975
- Ovid Densusianu, Opere 3. Limbă română în secolul al XVII-lea. Evolția estetică a limbei române, Bukarest 1977
- Tache Papahagi, Mic dicyionar folkloric. Spicuiri folklorice și etnografice comparate, Bukarest 1979 (französisch: Petit dictionnaire folklorique. Glanures folkloriques et ethnographiques comparées, Bukarest 2003)
- Tache Papahagi, Grai. Folklor. Etnografie, Bukarest 1981
- Tratat de dialectologie românească, Craiova 1984
- Éloge du village roumain  et autres textes. Anthologie de prose et de poésie, réalisée par le séminaire poétique Mihai Eminescu de l'Université de Provence sous la direction de Valerie Rusu, Le Revest 1990
- Anthologie de la création poétique de Mihai Eminescu, réalisée par le Séminaire poétique Mihai Eminescu de l'université de Provence sous la direction de Valeriu Rusu, Aix-en-Provence 1990
- Dialogue culturel Paris-Bucarest. Lettres d'Alexandru Rosetti adressées à Tache Papahagi 1922-1925,  Marseille 1995
- Ovid Densușianu, Histoire de la langue roumaine, Bukarest 1997
- Ginta latina et l'Europe d'aujourd'hui. Actes du colloque international les 10 et 11 décembre 2001 Université de Provence, Aix-en-Provence 2002